# العلاقات البوتسوانية التوفالية
العلاقات البوتسوانية التوفالية هي العلاقات الثنائية التي تجمع بين بوتسوانا وتوفالو.

## مقارنة بين البلدين
هذه مقارنة عامة ومرجعية للدولتين:
| وجه المقارنة                                              | بوتسوانا                       | توفالو                         |
| --------------------------------------------------------- | ------------------------------ | ------------------------------ |
| المساحة (كم2)                                             | 581.74 ألف                     | 26                             |
| عدد السكان (نسمة)                                         | 2.29 مليون                     | 11.19 ألف                      |
| الكثافة السكانية (ن./كم²)                                 | 3.94                           | 43.04 ألف                      |
| العاصمة                                                   | غابورون                        | فونافوتي                       |
| اللغة الرسمية                                             | لغة إنجليزية                   | اللغة التوفالوية، لغة إنجليزية |
| العملة                                                    | بولا بوتسواني                  | دولار توفالو                   |
| الناتج المحلي الإجمالي (بليون دولار)                      | 17.41 مليار                    | 39.73 مليون                    |
| الناتج المحلي الإجمالي (تعادل القوة الشرائية) بليون دولار | 35.84 مليار                    | 38.93 مليون                    |
| الناتج المحلي الإجمالي الاسمي للفرد دولار أمريكي          | 6.36 ألف                       | 3.29 ألف                       |
| الناتج المحلي الإجمالي للفرد دولار أمريكي                 | 16.10 ألف                      | 3.77 ألف                       |
| مؤشر التنمية البشرية                                      | 0.698                          |                                |
| رمز المكالمات الدولي                                      | +267                           | +688                           |
| رمز الإنترنت                                              | .bw                            | .tv                            |
| المنطقة الزمنية                                           | ت ع م+02:00، توقيت وسط إفريقيا | ت ع م+12:00                    |

## منظمات دولية مشتركة
يشترك البلدان في عضوية مجموعة من المنظمات الدولية، منها:
| علم المنظمة | اسم المنظمة                                 | تاريخ انضمام بوتسوانا | تاريخ انضمام توفالو |
| ----------- | ------------------------------------------- | --------------------- | ------------------- |
|             | مؤسسة التنمية الدولية                       | 24 يوليو 1968         | 24 يونيو 2010       |
|             | يونسكو                                      | 16 يناير 1980         | 21 أكتوبر 1991      |
|             | الأمم المتحدة                               | 17 أكتوبر 1966        | 5 سبتمبر 2000       |
|             | مجموعة دول أفريقيا والكاريبي والمحيط الهادئ | ?                     | ?                   |
|             | دول الكومنولث                               | ?                     | ?                   |
|             | الاتحاد البريدي العالمي                     | ?                     | ?                   |
|             | البنك الدولي للإنشاء والتعمير               | 24 يوليو 1968         | 24 يونيو 2010       |
|             | الاتحاد الدولي للاتصالات                    | 2 أبريل 1968          | 15 أغسطس 1996       |
|             | منظمة حظر الأسلحة الكيميائية                | ?                     | ?                   |

## وصلات خارجية
- موقع وزارة الخارجية البوتسوانية